# 斎藤英雄
斎藤 英雄（さいとう ひでお、1965年 - ）は、日本の工学者。工学博士。慶應義塾大学教授。
研究分野は、画像処理、コンピュータビジョン、パターン認識、拡張現実感。

## 経歴
- 1983年 慶應義塾高等学校卒業
- 1987年 慶應義塾大学理工学部電気工学科卒業
- 1989年 慶應義塾大学大学院 修士課程 理工学研究科 電気工学専攻修了
- 1992年 慶應義塾大学大学院 博士課程 理工学研究科 電気工学専攻修了、工学博士取得 論文名は「CT手法による磁界の映像化に関する研究」[1]。
- 1992年 慶應義塾大学理工学部 助手（〜1995年）
- 1994年 日本体育大学非常勤講師（〜1997年）
- 1995年 慶應義塾大学理工学部 電気工学科 専任講師（〜1996年）
- 1996年 慶應義塾大学理工学部 情報工学科 専任講師（〜2001年）
- 1997年 カーネギーメロン大学 訪問研究員（〜1999年）
- 2001年 慶應義塾大学理工学部 情報工学科 助教授（〜2006年）
- 2006年 慶應義塾大学理工学部 情報工学科 教授
- 2010年 慶應義塾大学デジタルメディア・コンテンツ統合研究センター（DMC）副所長

## 学会活動
- 人工遠隔感国際会議（ICAT）実行委員長（2006)、 ローカルチェア（2003)、プログラム委員（2004、2005、2006)
- 複合現実国際シンポジウム（ISMAR）プログラム委員エリアチェア（2005、2006）
- IEEE Trans. SMC 3次元画像解析とモデリング特集号ゲストエディタ（2003）
- マシンビジョンの応用に関する国際会議（MVA）実行委員会（1996、1998、2000、2002、2005）、出版委員長（2007）
- コンピュータビジョンアジア会議出版委員長（2007）
- 画像の認識・理解シンポジウム（MIRU）プログラム委員エリアチェア（2004、2006）
- 財務委員長（2005）
- 電子情報通信学会パターン認識メディア理解研究会幹事（1999-2002）
- 情報処理学会コンピュータビジョンとイメージメディア研究会幹事（2004-）

## 著作

### 共著
- ニューアルゴリズムによる画像処理システム事例解説（トリケップス、2003年）
- コンピュータビジョン最先端ガイド1（アドコム・メディア、2008年）
- コンピュータビジョン最先端ガイド2（アドコム・メディア、2010年）
- コンピュータビジョン最先端ガイド3（アドコム・メディア、2010年）
- コンピュータビジョン最先端ガイド4（アドコム・メディア、2011年）
- コンピュータビジョン最先端ガイド5（アドコム・メディア、2012年）